# Chauncey Collins
Chauncey Collins (ur. 17 stycznia 1995 w Oklahoma City) – amerykański koszykarz grający na pozycjach rozgrywającego, obecnie zawodnik Nevezis Kiejdany.
W 2014 został nominowany do udziału w meczu gwiazd amerykańskich szkół średnich – McDonald’s All-American. Został też uznany zawodnikiem roku The Oklahoman's Super 5. Wygrał dwa konkursy wsadów, zaliczono go także do I składu Little All-City. Poprowadził swoją szkolną drużynę OKC Storm do dwóch mistrzostw – Homeschool National Championships, został również dwukrotnie uznany krajowym zawodnikiem roku – Homeschool National Player of the Year. Jest laureatem Maravich Award.
Po dwóch latach występów na uczelni Texas Christian w NCAA przystąpił do draftu D-League, w którym został wybrany w 2016 z numerem 56, w III rundzie przez Windy City Bulls. 3 listopada, wkrótce po wyborze został zwolniony.
25 czerwca 2017 podpisał umowę ze słoweńskim Hopsi Polzela. 1 stycznia 2018 opuścił klub. 11 stycznia 2018 został zawodnikiem Legii Warszawa. 10 sierpnia dołączył do litewskiego Nevezis Kiejdany.